# Take Me Tonight (Alexander Klaws)
Take Me Tonight è un brano musicale inciso nel 2003 da Alexander Klaws e facente parte dell'album di debutto del cantante tedesco, intitolato Take Your Chance. Autore del brano è l'ex-Modern Talking Dieter Bohlen.
Per il cantante, reduce dalla vittoria nel talent show Deutschland sucht den Superstar, si trattò del singolo di debutto. Il disco, uscito su etichetta discografica Hansa Records/ BMG Ariola/Sony Music e prodotto da Dieter Bohlen, raggiunse il primo posto delle classifiche in Germania (dove fu uno dei singoli più venduti del 2003) e Svizzera  e il secondo in Austria.

## Testo
(Take Me Tonight (2003))
Il testo si presenta come una sorta di dichiarazione d'amore: il protagonista dice alla sua amata che lei è il suo angelo custode (guardian angel)  e le assicura che non la lascerà mai andare. Le chiede anche che, se non potrà essere il suo fidanzato, di poter essere almeno suo amico.

## Tracce
1. Take Me Tonight (Radio Edit) – 4:00
2. Take Me Tonight (Extended Version) – 5:19
3. Take Me Tonight (Instrumental) – 4:00

## Video musicale
Il video musicale fu prodotto dagli AVA Studios di Norimberg, diretto dal regista Oliver Sommer e girato nella stazione centrale di Praga.

## Classifiche
| Classifica | Posizione massima | Nr. di settimane |
| ---------- | ----------------- | ---------------- |
| Austria    | 2                 | 17               |
| Germania   | 1                 | 14               |
| Svizzera   | 1                 | 14               |